# Kanada na Zimowych Igrzyskach Olimpijskich 1960
Kanadę na Zimowych Igrzyskach Olimpijskich 1960 reprezentowało 44 zawodników: 34 mężczyzn i dziesięć kobiet. Był to ósmy start reprezentacji Kanady na zimowych igrzyskach olimpijskich.

## Zdobyte medale
| Medal  | Zawodnik | Dyscyplina            | Konkurencja             | Rezultat   |
| ------ | --- | --------------------- | ----------------------- | ---------- |
| Złoto  | Barbara Wagner, Robert Paul | Łyżwiarstwo figurowe  | Pary sportowe           | 80,4 pkt   |
| Złoto  | Anne Heggtveit | Narciarstwo alpejskie | slalom specjalny kobiet | 1:49,6 min |
| Srebro | Harold Hurley, Donald Head, Harold Sinden, John Douglas, Darryl Sly, Maurice Benoit, George Samolenko, Robert Attersley, Fred Etcher, Cliff Pennington, Robert Forhan, Robert McKnight, Floyd Martin, Kenneth Laufman, Donald Rope, James Connelly, Joseph Rousseau | Hokej na lodzie       | turniej mężczyzn        |            |
| Brąz   | Donald Jackson | Łyżwiarstwo figurowe  | Soliści                 | 1401,0 pkt |

## Skład kadry

### Biegi narciarskie
Mężczyźni
| Zawodnik         | Konkurencja   | czas      | Pozycja |
| ---------------- | ------------- | --------- | ------- |
| Clarence Servold | Bieg na 15 km | 57:04,7   | 35.     |
| Irvin Servold    | Bieg na 15 km | 59:42,0   | 47.     |
| Clarence Servold | Bieg na 30 km | 2:06:37,9 | 36.     |
| Irvin Servold    | Bieg na 30 km | 2:11:50,4 | 40.     |

### Hokej na lodzie
Reprezentacja mężczyzn
| - Harold Hurley - Donald Head - Harold Sinden - John Douglas - Darryl Sly - Maurice Benoit - George Samolenko - Robert Attersley - Fred Etcher |  | - Cliff Pennington - Robert Forhan - Robert McKnight - Floyd Martin - Kenneth Laufman - Donald Rope - James Connelly - Joseph Rousseau |

Reprezentacja Kanady w rundzie eliminacyjnej brała udział w rozgrywkach grupy A zajmując w niej pierwsze miejsce i awansując do rundy finałowej, w której zajęła drugie miejsce zdobywając srebrny medal.
Grupa A
| Drużyna | M | Mecze | Mecze | Mecze | Bramki | Bramki | Bramki | Pkt |
| Drużyna | M | W     | R     | P     | +      | –      | +/-    | Pkt |
| ------- | - | ----- | ----- | ----- | ------ | ------ | ------ | --- |
| Kanada  | 2 | 2     | 0     | 0     | 24     | 3      | +21    | 4   |
| Szwecja | 2 | 1     | 0     | 1     | 21     | 5      | +16    | 2   |
| Japonia | 2 | 0     | 0     | 2     | 1      | 38     | -37    | 0   |

Wyniki
| 19 lutego 1960 | Kanada | 5:2 | Szwecja |  |

|  | F.Martin 8:26 R.Attersley 17:03 G.Samolenko 31:00 F.Etcher 55:37 F.Etcher 56:06 | (2:1, 1:1, 2:0) | C.Öberg 11:43 L.Lundvall 31:47 | Sędzia główny: Robert Barry Sędziowie liniowi: Bill Riley |

| 20 lutego 1960 | Kanada | 19:1 | Japonia |  |

|  | R.Attersley 4:52 J.Rousseau 7:28 F.Etcher 10:31 H.Sinden 11:24 G.Samolenko 11:51 R.Attersley 22:00 H.Sinden 24:15 R.Rousseau 25:54 G.Samolenko 31:15 F.Martin 34:13 J.Connelly 36:20 J.Rousseau 39:26 F.Etcher 43:37 F.Etcher 44:59 D.Rope 46:00 F.Martin 48:35 R.McKnight 48:51 G.Samolenko 51:45 J.Rousseau 52:24 | (5:0, 7:1, 7:0) | A.Irie 28:28 | Sędzia główny: Kurt Hauser Sędziowie liniowi: Richard Wagner |

#### Grupa finałowa
| Drużyna           | M | Mecze | Mecze | Mecze | Bramki | Bramki | Bramki | Pkt | Uwagi |
| Drużyna           | M | W     | R     | P     | +      | –      | +/-    | Pkt | Uwagi |
| ----------------- | - | ----- | ----- | ----- | ------ | ------ | ------ | --- | ----- |
| Stany Zjednoczone | 5 | 5     | 0     | 0     | 29     | 11     | +19    | 10  |       |
| Kanada            | 5 | 4     | 0     | 1     | 31     | 12     | +17    | 8   |       |
| ZSRR              | 5 | 2     | 1     | 2     | 24     | 19     | +5     | 5   |       |
| Czechosłowacja    | 5 | 2     | 0     | 3     | 21     | 23     | -2     | 4   |       |
| Szwecja           | 5 | 1     | 1     | 3     | 19     | 19     | 0      | 3   |       |
| Niemcy            | 5 | 0     | 0     | 5     | 5      | 45     | -40    | 0   |       |

Wyniki
| 22 lutego 1960 | Kanada | 12:0 | Niemcy |  |

| Godzina: 18:00 | F.Etcher 6:58 F.Etcher 7:10 J.Douglas 8:04 R.McKnight 8:41 D.Rope 11:03 R.Attersley 18:50 J.Douglas 26:15 D.Rope 43:40 R.Attersley 46:01 G.Samolenko 51:33 J.Douglas 52:17 R.Forhan 55:59 | (6:0, 1:0, 5:0) |  | Sędzia główny: Bill Riley Sędziowie liniowi: Bob Barry |

| 24 lutego 1960 | Kanada | 4:0 | Czechosłowacja |  |

| Godzina: 18:00 | D.Sly 6:41 F.Martin 16:45 G.Samolenko 18:22 F.Martin 31:36 | (3:0, 1:0, 0:0) |  | Sędzia główny: Kurt Hauser Sędziowie liniowi: Richard Wagner |

| 25 lutego 1960 | Stany Zjednoczone | 2:1 | Kanada |  |

| Godzina: 15:30 | R.Cleary 12:47 P.Johnson 34:00 | (1:0, 1:0, 0:1) | J.Connelly | Sędzia główny: Kurt Hauser Sędziowie liniowi: Richard Wagner |

| 27 lutego 1960 | Kanada | 6:5 | Szwecja |  |

| Godzina: 16:00 | G.Samolenko 15:23 J.Connelly 36:41 J.Rousseau 43:11 H.Sinden 51:17 M.Benoit 55:32 J.Connelly 57:31 | (1:4, 1:0, 4:1) | L.Lundvall 1:35 S.Bröms 4:36 S.Johansson 14:55 L.Lundvall 18:22 L.Lundvall 52:55 | Sędzia główny: Bob Barry Sędziowie liniowi: Bill Riley |

| 28 lutego 1960 | Kanada | 8:5 | ZSRR |  |

|  | F.Etcher 7:32 H.Sinden 18:12 G.Samolenko 18:27 D.Rope 22:37 F.Etcher 45:33 J.Connelly 46:48 F.Martin 47:53 R.Attersley 595:52 | (3:0, 1:3, 4:2) | A.Almietow 25:28 W.Aleksandrow 25:51 W'Grebiennikow 29:56 J.Groszew 50:16 W.Priażnikow 55:02 | Sędzia główny: Kurt Hauser Sędziowie liniowi: Richard Wagner |

### Kombinacja norweska
Mężczyźni
| Zawodnik         | Konkurencja   | Bieg narciarski | Bieg narciarski | Bieg narciarski | Skoki narciarskie | Skoki narciarskie | Skoki narciarskie | Skoki narciarskie | Skoki narciarskie | Skoki narciarskie | Skoki narciarskie | Skoki narciarskie | Łącznie | Pozycja |
| Zawodnik         | Konkurencja   | Czas biegu      | Pozycja         | Punkty          | Skok 1            | Nota              | Skok 2            | Nota              | Skok 3            | Nota              | Punkty            | Pozycja           | Łącznie | Pozycja |
| ---------------- | ------------- | --------------- | --------------- | --------------- | ----------------- | ----------------- | ----------------- | ----------------- | ----------------- | ----------------- | ----------------- | ----------------- | ------- | ------- |
| Irvin Servold    | Indywidualnie | 1:03:07,3       | 18.             | 222,065         | 48,0              | 85,0              | 53,0              | 84,0              | 56,5              | 92,5              | 177,5             | 29.               | 399,565 | 25.     |
| Clarence Servold | Indywidualnie | 58:49,1         | 2.              | 238,710         | 42,5              | 69,5              | 43,5              | 65,0              | 47,0              | 74,5              | 144,0             | 32.               | 382,710 | 28.     |

### Łyżwiarstwo figurowe
| Zawodnik                   | Konkurencja   | Nota   | Pozycja |
| -------------------------- | ------------- | ------ | ------- |
| Sandra Tewkesbury          | Solistki      | 1296,1 | 10.     |
| Wendy Griner               | Solistki      | 1275,0 | 12.     |
| Donald Jackson             | Soliści       | 1401,0 | brąz    |
| Donald McPherson           | Soliści       | 1279,7 | 10.     |
| Barbara Wagner Robert Paul | Pary sportowe | 80,4   | złoto   |
| Maria Jelinek Otto Jelinek | Pary sportowe | 75,9   | 4.      |

### Łyżwiarstwo szybkie
Mężczyźni
| Zawodnik       | Konkurencja   | Konkurencja   | Konkurencja    | Konkurencja    | Konkurencja    | Konkurencja    | Konkurencja      | Konkurencja      |
| Zawodnik       | Bieg na 500 m | Bieg na 500 m | Bieg na 1500 m | Bieg na 1500 m | Bieg na 5000 m | Bieg na 5000 m | Bieg na 10 000 m | Bieg na 10 000 m |
| Zawodnik       | Czas          | Miejsce       | Czas           | Miejsce        | Czas           | Miejsce        | Czas             | Miejsce          |
| -------------- | ------------- | ------------- | -------------- | -------------- | -------------- | -------------- | ---------------- | ---------------- |
| Johnny Sands   | 42,8          | 27.           | 2:28,4         | 43.            |                |                |                  |                  |
| Ralf Olin      | 43,1          | 30.           | 2:23,5         | 36.            | 8:36,8         | 28.            | 17:50,9          | 27.              |
| Lawrence Mason | 44,7          | 41.           | 2:35,3         | 45.            | 9:23,5         | 37.            |                  |                  |

Kobiety
| Zawodnik      | Konkurencja   | Konkurencja   | Konkurencja    | Konkurencja    | Konkurencja    | Konkurencja    | Konkurencja    | Konkurencja    |
| Zawodnik      | Bieg na 500 m | Bieg na 500 m | Bieg na 1000 m | Bieg na 1000 m | Bieg na 1500 m | Bieg na 1500 m | Bieg na 3000 m | Bieg na 3000 m |
| Zawodnik      | Czas          | Miejsce       | Czas           | Miejsce        | Czas           | Miejsce        | Czas           | Miejsce        |
| ------------- | ------------- | ------------- | -------------- | -------------- | -------------- | -------------- | -------------- | -------------- |
| Doreen Ryan   | 47,7          | 9.            | 1:38,1         | 13.            | 2:34,5         | 13.            | 5:39,7         | 14.            |
| Margaret Robb | 50,0          | 17.           | 1:45,8         | 19.            | 2:48,6         | 20.            | 5:43,5         | 16.            |

### Narciarstwo alpejskie
Mężczyźni
| Zawodnik        | Konkurencja | Konkurencja | Konkurencja   | Konkurencja   | Konkurencja         | Konkurencja         | Konkurencja      | Konkurencja      |
| Zawodnik        | Zjazd       | Zjazd       | Slalom gigant | Slalom gigant | Slalom specjalny    | Slalom specjalny    | Slalom specjalny | Slalom specjalny |
| Zawodnik        | Czas        | Pozycja     | Czas          | Pozycje       | Czas 1-go przejazdu | Czas 2-go przejazdu | Czas łączny      | Pozycja          |
| --------------- | ----------- | ----------- | ------------- | ------------- | ------------------- | ------------------- | ---------------- | ---------------- |
| Verne Anderson  | 2:15,9      | 22.         | 1:56,1        | 24.           | 1:17,0              | 1:12,3              | 2:29,3           | 19.              |
| Jean-Guy Brunet | 2:18,2      | 26.         | 1:57,7        | 26.           | 1:26,1              | 1:31,9              | 2:58,0           | 34.              |
| Frederick Tommy | 2:18,4      | 27.         | 2:00,1        | 28.           | 1:18,4              | 1:25,5              | 2:49,9           | 25.              |
| Donald Bruneski | 2:19,9      | 28.         |               |               | 1:19,8              | 1:13,1              | 2:32,9           | 22.              |
| Jean Lessard    |             |             | 2:04,7        | 31.           |                     |                     |                  |                  |

Kobiety
| Zawodniczka      | Konkurencja | Konkurencja | Konkurencja   | Konkurencja   | Konkurencja         | Konkurencja         | Konkurencja      | Konkurencja      |
| Zawodniczka      | Zjazd       | Zjazd       | Slalom gigant | Slalom gigant | Slalom specjalny    | Slalom specjalny    | Slalom specjalny | Slalom specjalny |
| Zawodniczka      | Czas        | Pozycja     | Czas          | Pozycja       | Czas 1-go przejazdu | Czas 2-go przejazdu | Czas łączny      | Pozycja          |
| ---------------- | ----------- | ----------- | ------------- | ------------- | ------------------- | ------------------- | ---------------- | ---------------- |
| Anne Heggtveit   | 1:42,9      | 12.         | 1:42,1        | 12.           | 54,0                | 55,6                | 1:49,6           | złoto            |
| Nancy Holland    | 1:45,2      | 17.         | 1:48,7        | 29.           | 1:01,6              | 59,5                | 2:01,1           | 12.              |
| Nancy Greene     | 1:48,3      | 22.         | 1:47,4        | 26.           | 1:09,4              | 1:08,6              | 2:18,0           | 31.              |
| Elizabeth Greene | 1:53,3      | 32.         | 1:48,4        | 28.           | 1:06,0              | 1:04,4              | 2:10,4           | 24.              |

### Skoki narciarskie
Mężczyźni
| Skoczek          | Skok 1    | Skok 1 | Skok 2    | Skok 2 | Nota  | Pozycja |
| Skoczek          | odległość | Nota   | odległość | Nota   | Nota  | Pozycja |
| ---------------- | --------- | ------ | --------- | ------ | ----- | ------- |
| Jacques Charland | 76,5      | 91,0   | 73,5      | 95,3   | 186,3 | 33.     |
| Gérard Gravelle  | 79,5      | 94,4   | 70,0      | 91,0   | 185,4 | 34.     |
| Alois Moser      | 62,0      | 71,4   | 64,0      | 79,7   | 151,1 | 44.     |